# Borgbergets naturreservat
Borgbergets naturreservat är ett naturreservat i Västerviks kommun i Kalmar län.
Området är naturskyddat sedan 2024 och är 200 hektar stort. Reservatet ligger söder om Ankarsrum vid Hällsjöns västra strand norr om Lilla Flugen och består av kuperade skogs- och hällmarker.